# Ilkhom Sharipov
Ilkhom Sharipov (Namangan, RSS de Uzbekistán; 24 de febrero de 1968) es un exfutbolista y entrenador de fútbol de Uzbekistán que jugaba en la posición de defensa.

## Carrera

### Club
| Periodo   | Club                | Apariciones | Goles |
| --------- | ------------------- | ----------- | ----- |
| 1986—1987 | FK Dinamo Samarqand | 35          | 7     |
| 1987      | Pakhtakor Tashkent  | 12          | 0     |
| 1988—1989 | FK Dinamo Samarqand | 67          | 13    |
| 1990—1995 | Pakhtakor Tashkent  | 145         | 15    |
| 1996—1998 | Navbahor Namangan   | 61          | 12    |
| 1999—2000 | FK Dinamo Samarqand | 31          | 5     |
| 2001      | FC Dustlik          | 6           | 2     |
| 2002      | Esil Bogatyr        | 11          | 0     |
| 2002—2004 | FK Dinamo Samarqand | 36          | 5     |

### Selección nacional
Jugó para Uzbekistán en 31 ocasiones de 1992 a 1998 y anotó un gol, ganó la medalla de oro en los Juegos Asiáticos de 1994 y participó en la copa Asiática 1996.

### Entrenador
Su primer equipo dirigido fue el Dinamo Samarcanda en 2016 mientras jugaba en la Primera Liga de Uzbekistán.

## Logros

### Club
- Uzbek League (3): 1992, 1996, 2001
- Uzbek Cup (1): 1993
- Super Cup (1): 1999

### Internacional
- Juegos Asiáticos (1): 1994

### Individual
- Medalla Shuhrat (Medalla de Honor)